# Aluminocopiapite
L'aluminocopiapite è un minerale appartenente al gruppo della copiapite.